# Cannabis aux États-Unis

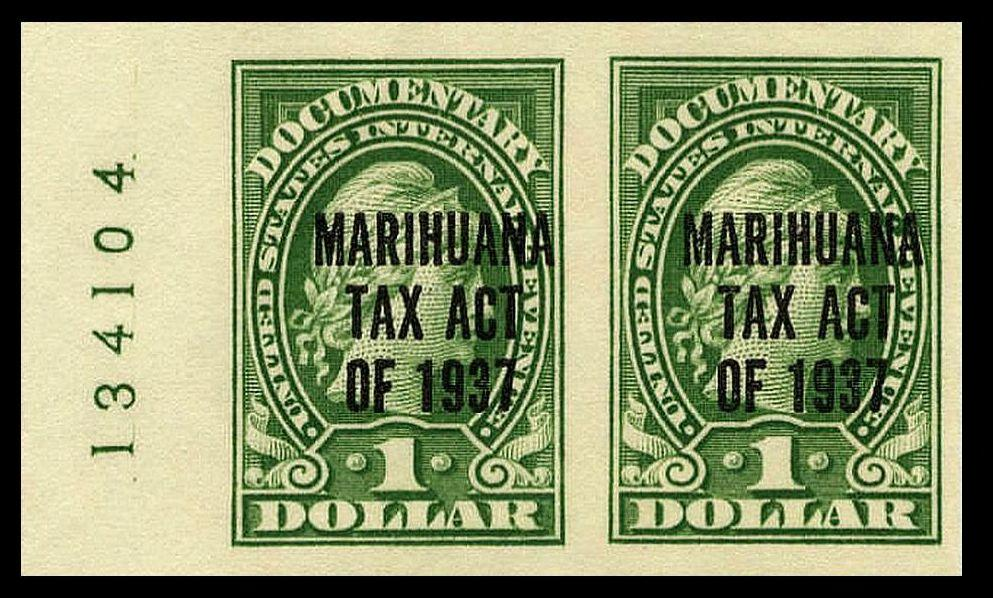
Timbres fiscaux de 1937 surchargés pour être utilisés dans le cadre du Marihuana Tax Act.

Aux États-Unis, la principale loi est le Controlled Substances Act de 1970, qui a remplacé le Marihuana Tax Act de 1937, déclaré anticonstitutionnel par la Cour suprême. Depuis 2012, en commençant par le Colorado, plusieurs dizaines d'états américains ont légalisé l'usage récréatif du Cannabis.

## Législation

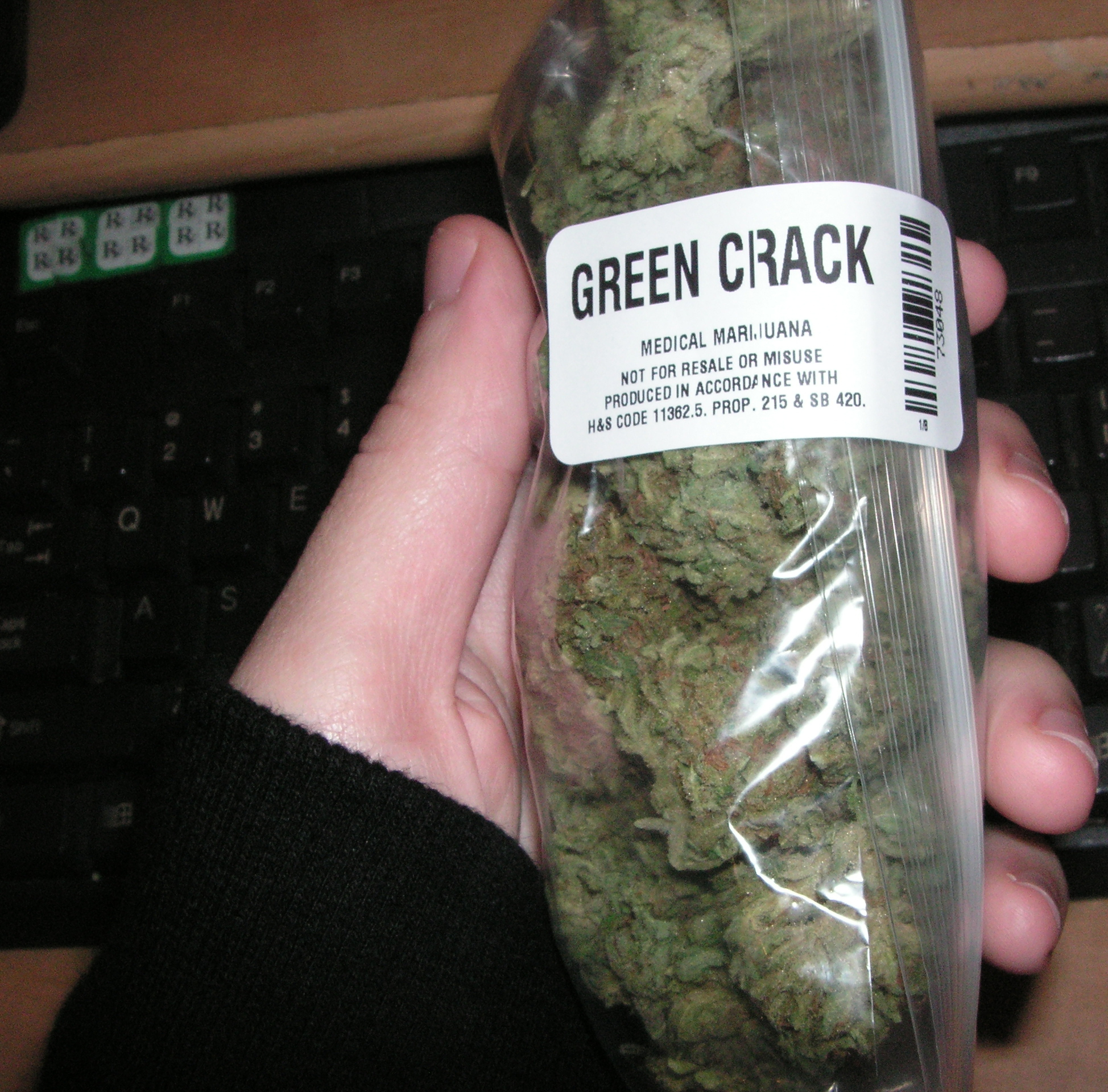
Une once de marijuana à usage médical "Green Crack" provenant d'un dispensaire de Californie.

L'Alabama, le Dakota du Sud, la Louisiane et le Mississippi condamnent automatiquement à la perpétuité réelle toute personne trouvée en possession de plus de 1 kilo de marijuana et ayant déjà fait l’objet d’une condamnation quelle qu'elle soit.
Toutefois, la prescription ou la recommandation de marijuana est autorisée dans treize États, comme la Californie. Les « Cannabis Clubs » sont réglementés et licenciés par les autorités fédérales. Ces clubs qui ont pignon sur rue sont les seuls endroits où le cannabis médical est autorisé à la vente, la consommation peut se faire sur place ou bien à domicile. Par le référendum du 4 novembre 2008, le Massachusetts a dépénalisé la marijuana, et le Michigan en a autorisé une utilisation médicale.
Le 23 février 2008, Tom Ammiano, député de Californie, a déposé un texte proposant une légalisation du cannabis. En mai 2009, le gouverneur de Californie, Arnold Schwarzenegger, s'est dit prêt à un débat sur ce sujet. Il a précisé y être tout de même personnellement opposé. Une telle démarche permettrait à l'État de récolter plus d'un milliard de dollars d’impôts par année (alors en déficit budgétaire de 20 milliards de dollars). Arnold Schwarzenegger a en outre estimé que la décision ne devrait pas être fondée uniquement sur des motifs fiscaux, en effet des études seront faites sur les expériences à l'étranger dans ce domaine. Selon les sondages de mai 2009, 56 % des électeurs californiens seraient favorables à une légalisation du cannabis. Le 3 avril 2010, les électeurs californiens ont rejeté à 55 % la Proposition 19 un texte soumis à référendum et visant à légaliser le cannabis.

## Légalisation États par États

Légalité du cannabis aux États-Unis
----
Légal
Légal pour usage médical
Légal pour usage médical, teneur limité en THC
Interdit pour tout usage
D Décriminalisé
----
Notes:
· Comprend les lois qui ne sont pas encore entrées en vigueur.
· Le cannabis demeure une drogue de l'annexe I, en vertu de la loi fédérale.
· Certaines réserves indiennes ont des politiques de légalisation distinctes des États dans lesquels elles se trouvent.
· Le cannabis est illégal dans toutes les enclaves fédérales (autre que le chanvre).

Le 6 novembre 2012, le Colorado et l'État de Washington sont les premiers États américains à adopter la légalisation de petites quantités de cannabis (jusqu’à 28 g), avec un référendum accepté à 53,25 %. Elle prend effet le 1er janvier 2014, le cannabis est autorisé à la vente dans vingt-quatre enseignes et huit villes de l'État. Le rappeur américain Snoop Dogg se présentant comme « maître de la marijuana » a profité de cette initiative pour commercialiser en novembre 2015 sa marque « Leafs by Snoop » comportant une variété de cannabis sous la forme de chocolat, huiles, chewing gum et autres, se décrivant comme la première marque de cannabis ouverte au grand public. Une étude du Marijuana Policy Group publiée en décembre 2016 fait état de ressources fiscales nouvelles de 120 millions de dollars et 18 000 emplois créées.
Le 24 février 2015, l'Alaska imite les deux premiers États et autorise la possession de moins de 28 g pour un usage privé. Deux jours plus tard, le 26 février, c'est au tour du district de Columbia de légaliser la marijuana, après approbation par référendum. La loi autorise la possession de moins de 60 g et la culture de six pieds à des fins privées ; la vente reste interdite. Le 1er juillet 2015, l'Oregon devient le quatrième État à légaliser la possession de marijuana.
Le 23 mars 2016, la ville de La Nouvelle-Orléans décriminalise la possession de marijuana. À partir du 21 juin 2016, elle ne sera plus passible que d'une amende de 40 à 100 dollars.
Le 8 novembre 2016, le Massachusetts (par 54 % des voix avec date d'effectivité au 15 décembre 2016), le Nevada (par 54 % des voix avec date d'effectivité au 1er janvier 2018), le Maine (par 50,3 % des voix) et la Californie (par 56 % des voix avec date d'effectivté au 9 novembre 2016) approuvent par référendum la légalisation du cannabis à usage récréatif, tandis que la Floride, le Dakota du Nord et l'Arkansas approuvent son usage thérapeutique. En Californie, il devient légal pour les plus de 21 ans de posséder jusqu'à 28,5 grammes de cannabis avec une consommation libéralisée dès le 9 novembre 2016. Toutefois, fumer en public expose à une amende de 100 dollars et la conduite routière sous l'influence du cannabis reste prohibée. La possession de six plants de marijuana, à condition qu'ils soient cachés de la vue du public, et la distribution contrôlée sera effective au 1er janvier 2018. Déjà en vigueur de 2004 à 2011, son usage médical est également rétabli au Montana.
Fin 2016, le cannabis est autorisé partiellement ou entièrement dans trente États sur cinquante, et concerne plus de la moitié de la population américaine. Les ventes légales ont progressé de 17 % entre 2014 et 2015 pour atteindre 5,4 milliards de dollars et une hausse de 25 % est attendue pour 2016. Au Colorado, la distribution contrôlée génère 18 000 emplois à temps plein en 2015, un chiffre d'affaires de 2,4 milliards de dollars et 121 millions de taxes. Bien que le gouvernement fédéral classe le cannabis comme substance dangereuse de catégorie 1, au même niveau que l’héroïne et au-dessus de la cocaïne, prohibant la production, la vente, la possession et la consommation, elle les tolére dans les États ayant légiféré dans un autre sens. Dans les États où le cannabis récréatif a été légalisé, la criminalité a baissé de 13 % et les homicides liés aux drogues de 41 %.
Quelques jours après l'entrée en vigueur de la vente de cannabis récréatif en Californie, le ministre de la justice, Jeff Sessions, annule les circulaires de 2013 et 2014 signées par James Cole, alors procureur général adjoint, qui protégeaient les États ayant décidé de mettre en place un marché réglementé de vente de cannabis pour autant que la santé des mineurs soit protégée et qu'il ne déborde pas dans les États ne le souhaitant pas.
Arizona (2020) : L'Arizona a légalisé la marijuana à des fins récréatives grâce à l'adoption de la Proposition 207 en novembre 2020. La loi permet aux adultes de 21 ans et plus de posséder une once de marijuana et de cultiver jusqu'à six plants à leur domicile.
Montana (2020): En novembre 2020, les habitants du Montana ont adopté l'Initiative 190, qui a légalisé l'usage récréatif de la marijuana. Selon cette loi, les adultes âgés de 21 ans et plus peuvent posséder jusqu'à une once de marijuana et cultiver jusqu'à quatre plants matures.
New Jersey (2020): Le New Jersey a légalisé la marijuana récréative en novembre 2020 avec l'adoption de la Question Publique 1. Cela permet aux adultes de 21 ans et plus de posséder et d'utiliser de la marijuana, mais les détails de la loi sont encore en cours d'élaboration.
Dakota du Sud (2020) : L'État a adopté l'Amendement Constitutionnel A et la Mesure Initiée 26 en novembre 2020, légalisant à la fois la marijuana à des fins médicales et récréatives. Cependant, la loi sur la marijuana récréative fait actuellement l'objet de défis juridiques devant la Cour Suprême de l'État.
Virginie (2021) : La Virginie a légalisé l'usage récréatif de la marijuana en avril 2021. Les adultes de 21 ans et plus peuvent posséder jusqu'à une once de marijuana et cultiver jusqu'à quatre plants par ménage.

## Effets de la légalisation

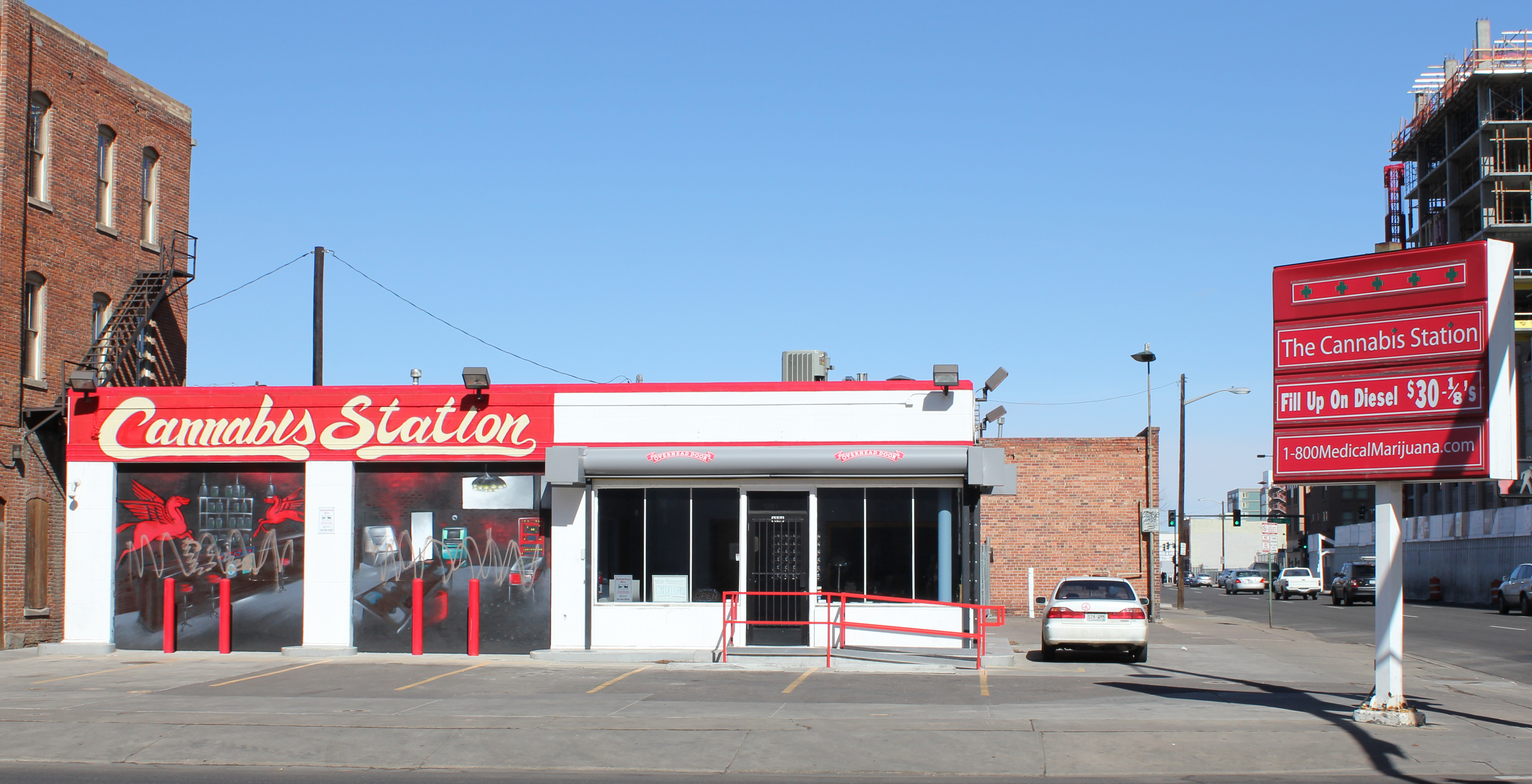
Dispensaire de Cannabis à Denver.

Fin 2017, une première étude Cannalex tire un premier bilan provisoire des effets de la légalisation du cannabis en vigueur récente au Colorado et dans l’État de Washington. La consommation des mineurs progresse dans les deux États, le Colorado se hissant à un niveau record de consommation pour les États-Unis, avec un niveau double la moyenne fédérale, alors que pour les adultes, la consommation baisse légèrement dans l’État de Washington et augmente au Colorado. La consommation de cannabis était cependant déjà orientée à la hausse avant les évolutions législatives, notamment depuis que l'accès au cannabis médical est devenu aisé. Pour Ivana Obradovic, directrice adjointe de l'OFDT, la « légalisation du cannabis, en étant régulée et contrôlée, ne stimule pas la consommation des mineurs » et la légalisation ne semble pas, à court terme, produire de retournement de tendance en matière de consommation. Au Colorado, la réforme est suivie d’« une hausse importante des cas d'hospitalisation liés à des intoxications cannabiques présumées », notamment chez des touristes ou de jeunes enfants. Au Colorado, les ventes illégales étaient estimées à plus du tiers du marché en 2015, en raison de l’importante différence de prix de départ entre marijuana légale (alors 20 $ le gramme) et illégale provenant du Mexique (environ 6 $). La prévalence de la vente illégale résulte aussi d'une production légale (2 tonnes par an) trop faible pour répondre à une demande évaluée entre 25 et 35 tonnes. La criminalité évolue peu, la violence criminelle étant surtout due aux trafics de cocaïne, car depuis les années 2000, les cartels sud-américains ont commencé à se réorienter vers l’importation d’héroïne et d’amphétamines. La légalisation du cannabis a permis de réorienter l'activité des forces de l'ordre et des magistrats : les interpellations en relation avec le cannabis au Colorado ont été divisées par 20 depuis 2010, passant de 38 878 à 2 036 en 2014. Les États ont collecté des recettes fiscales importantes, qui ont été allouées au Colorado à la construction d’écoles, mais « très peu pour des financements pour l’évaluation des politiques publiques sur les drogues, les soins, la prévention »,.